# Euselasia lisias
Euselasia lisias is een vlindersoort uit de familie van de prachtvlinders (Riodinidae), onderfamilie Euselasiinae.
Euselasia lisias werd in 1777 beschreven door Cramer.